# Jardín Botánico de la Universidad de Perugia
El Jardín Botánico de la Universidad de Perugia (en italiano: Orto Botanico dell'Università di Perugia) es un jardín botánico de 20,000 m² de extensión que está administrado por la Universidad de Perugia. Este jardín botánico pertenece como miembro al BGCI, su código de identificación como institución botánica es PERU.

## Localización
Orto Botánico di Perugia, Dipartimento di Biología Vegetale, Universita degli Studi di Perugia, Borgo XX Giugno, 74, I-06121  Perugia, Umbría, Italia.
- Teléfono: +39 (0)75 32 643

Se encuentra abierto al público diariamente.

## Historia
El jardín botánico que podemos ver actualmente, se creó en 1962 entre Vía San Costanzo y Vía Romana, y era el sucesor del primer jardín botánico de Perugia que databa del 1768, y que fue trasladado y restablecido varias veces a lo largo del tiempo.  

## Colecciones botánicas
Alberga unas 3000 especies, incluyen:
- Plantas acuáticas - Azolla filiculoides, Caltha palustris, Cyperus papyrus, Eichhornia crassipes, Iris pseudacorus, Lemna minor, Ligularia tussilaginea, Lythrum salicaria, Nelumbo nucifera, Nymphaea, Pistia stratiotes, Salvinia natans, y Trapa natans.

- Arboretum - Castanea, Fagus, Loranthus, Populus, Quercus, Salix, y Viscum.

- Frutas - Amelanchier, Carya olivaeformis, Coffea arabica, Fragaria, Malus, Musa, Nephelium litchi, papaya, Piper nigrum, Psidium, Ribes, Rubus, Prunus, y Sorbus.

- Suculentas - Aeonium, Aloe, Bowiea volubilis, Cereus, Ceropegia, Cotyledon, Crassula lycopodioides, Espostoa, Euphorbiaceae, Gasteria, Hawortia, Kalanchoe, Pachypodium, Sedum, Sempervivum, y Stapelia.

- Plantas tropicales y subtropicales - Cajanus cajan, Cucurbita foetidissima, Dracaena draco, Erythrina crista-galli, Feijoa sellowiana, Persea americana, Plumeria alba, Psophocarpus tetragonolobus, y Tamarillo.

- Plantas de la Italia central - Althaea, Angelica, Atropa, Carlina, Conium, Digitalis, Humulus, Inula, Levisticum, Malva, Marrubium, Mentha, Rheum, Salvia, Savory, Solanum, Tanacetum, Thymus, y Valeriana.

- Plantas medicinales y de uso en Farmacia -

- Alpinum - Colección de plantas alpinas

- Jardín zen -

- Invernadero (700 m²).

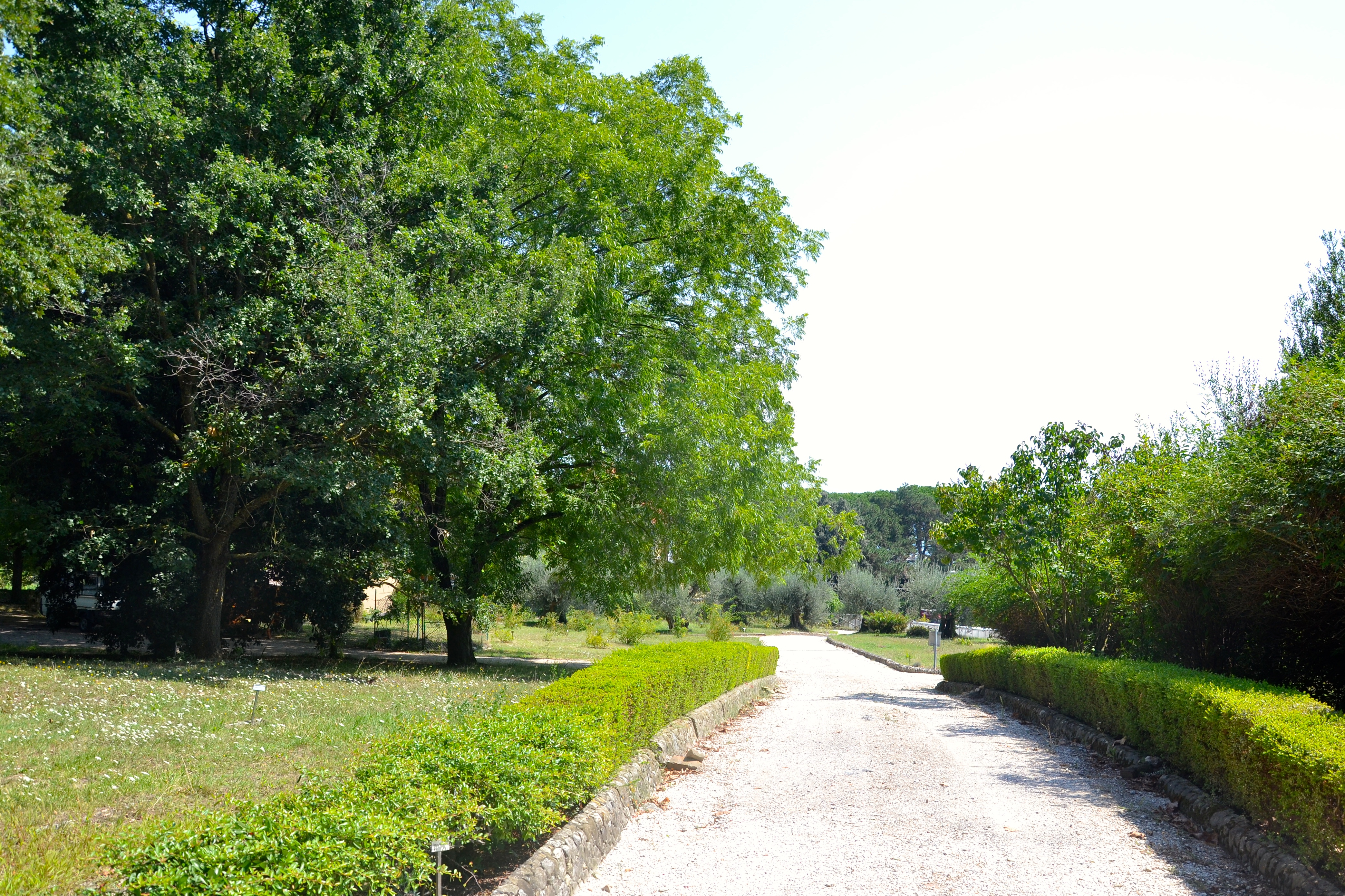
Entrada del jardín botánico.
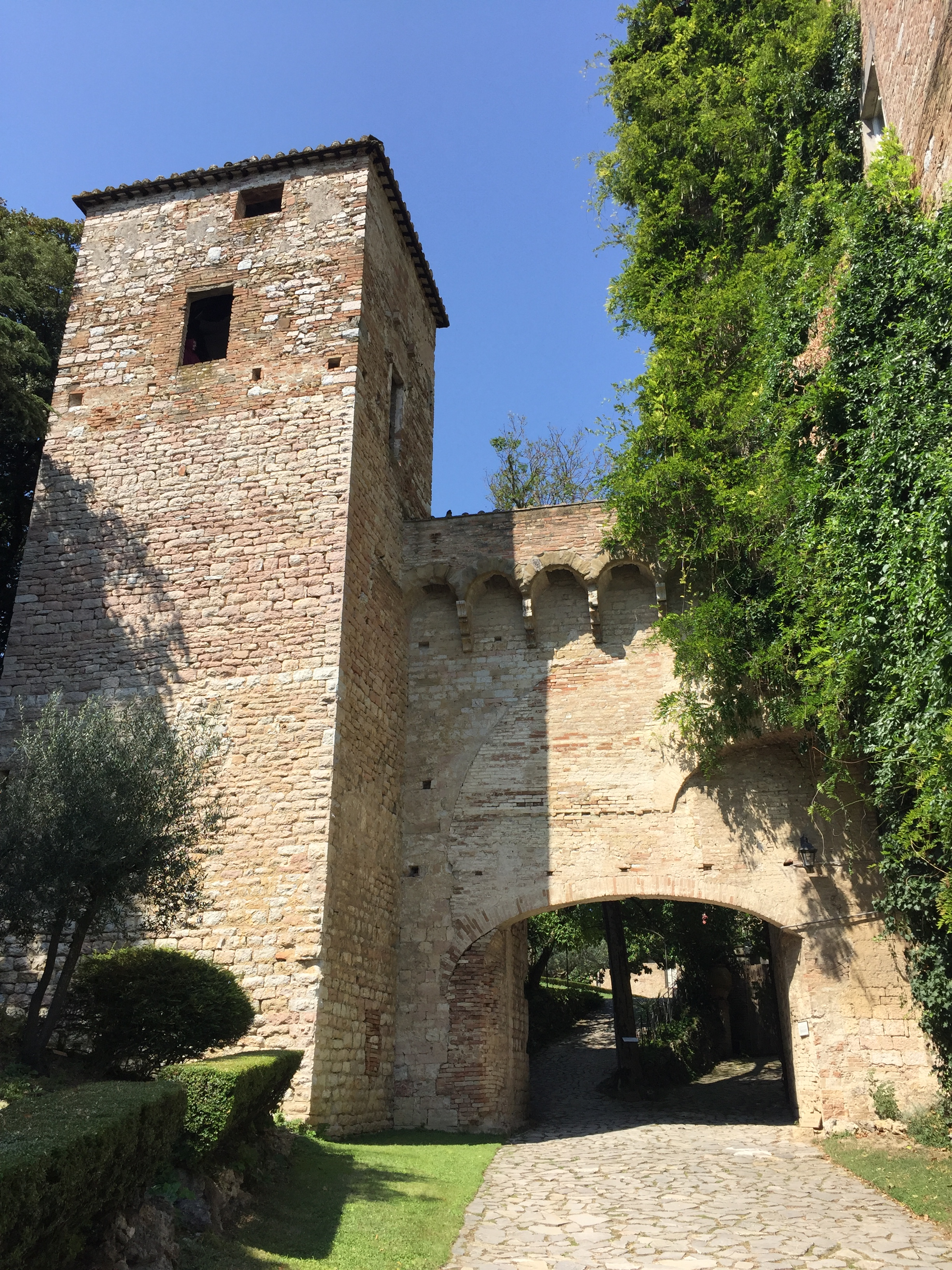
Puerta medieval "Assisana".
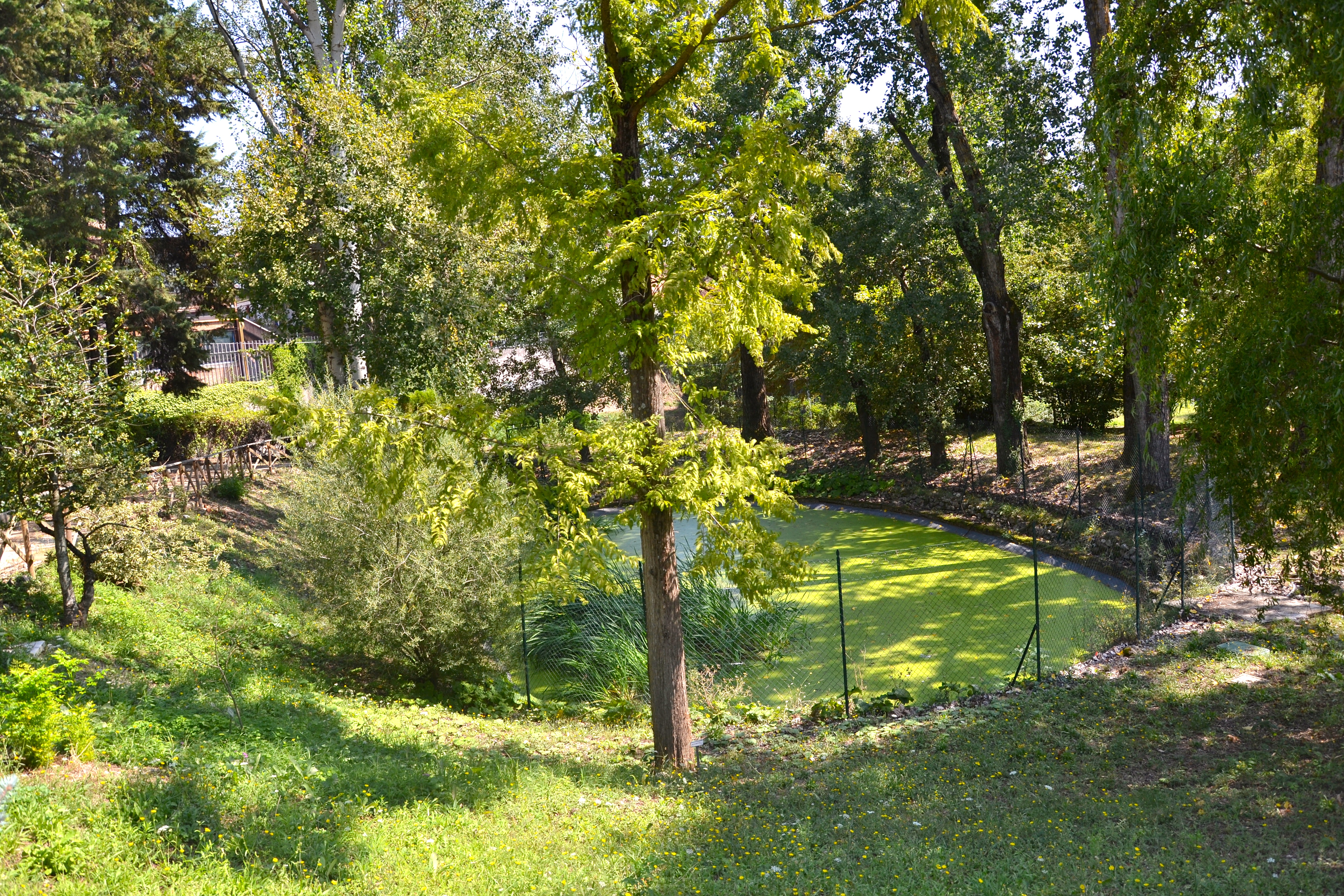
Especies acuáticas.
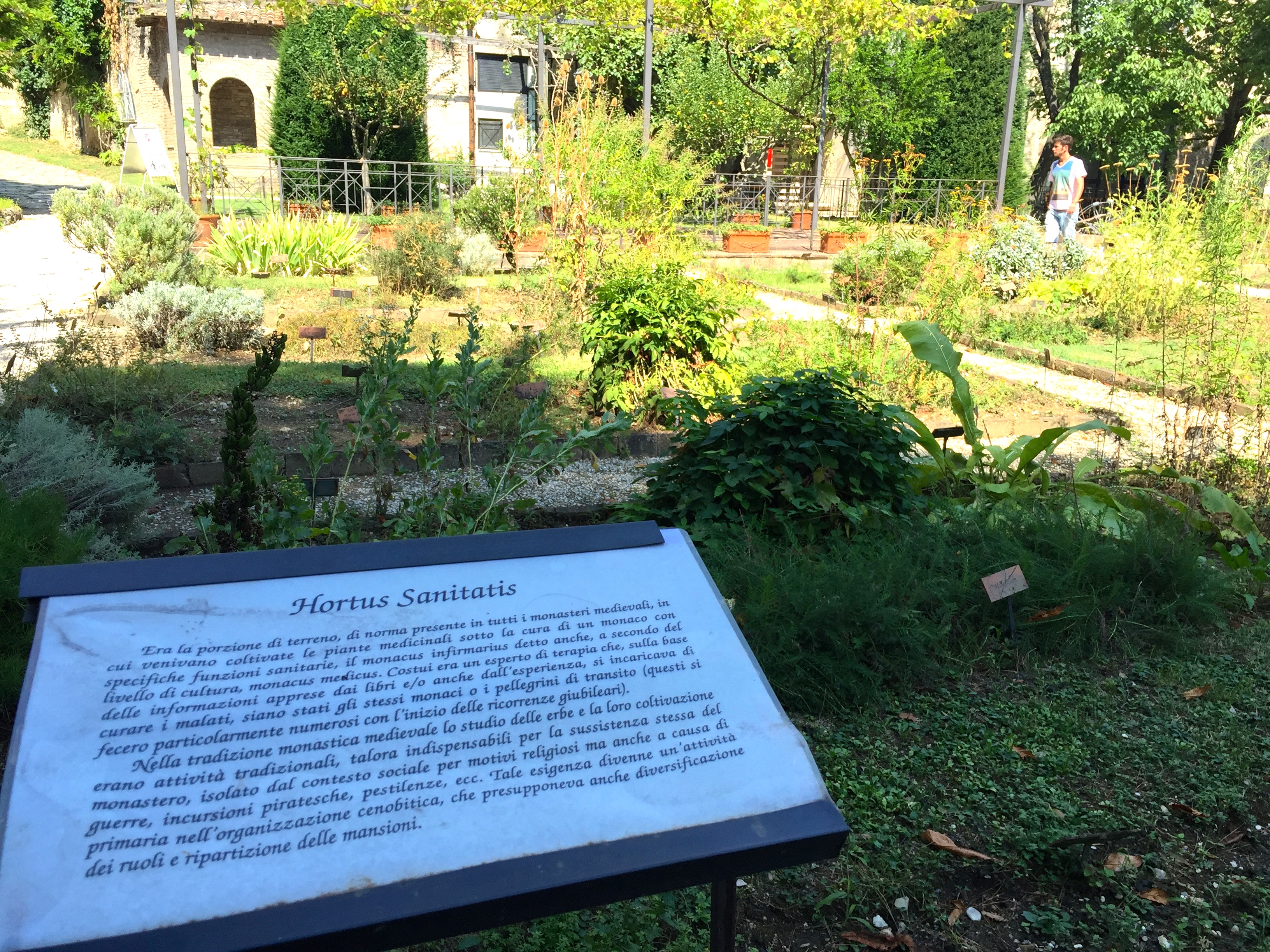
Hortus Sanitatis.
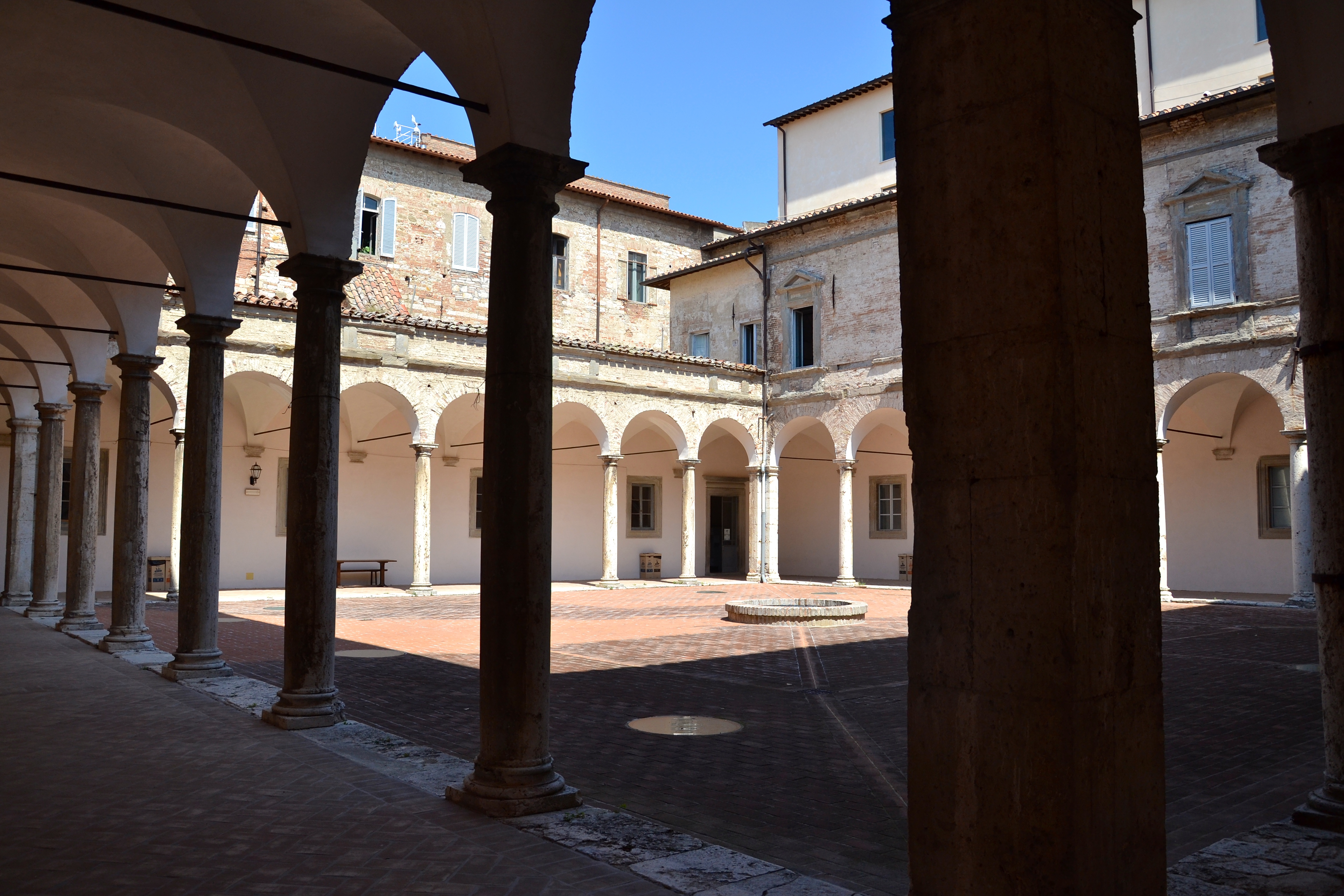
Chiostro delle stelle.
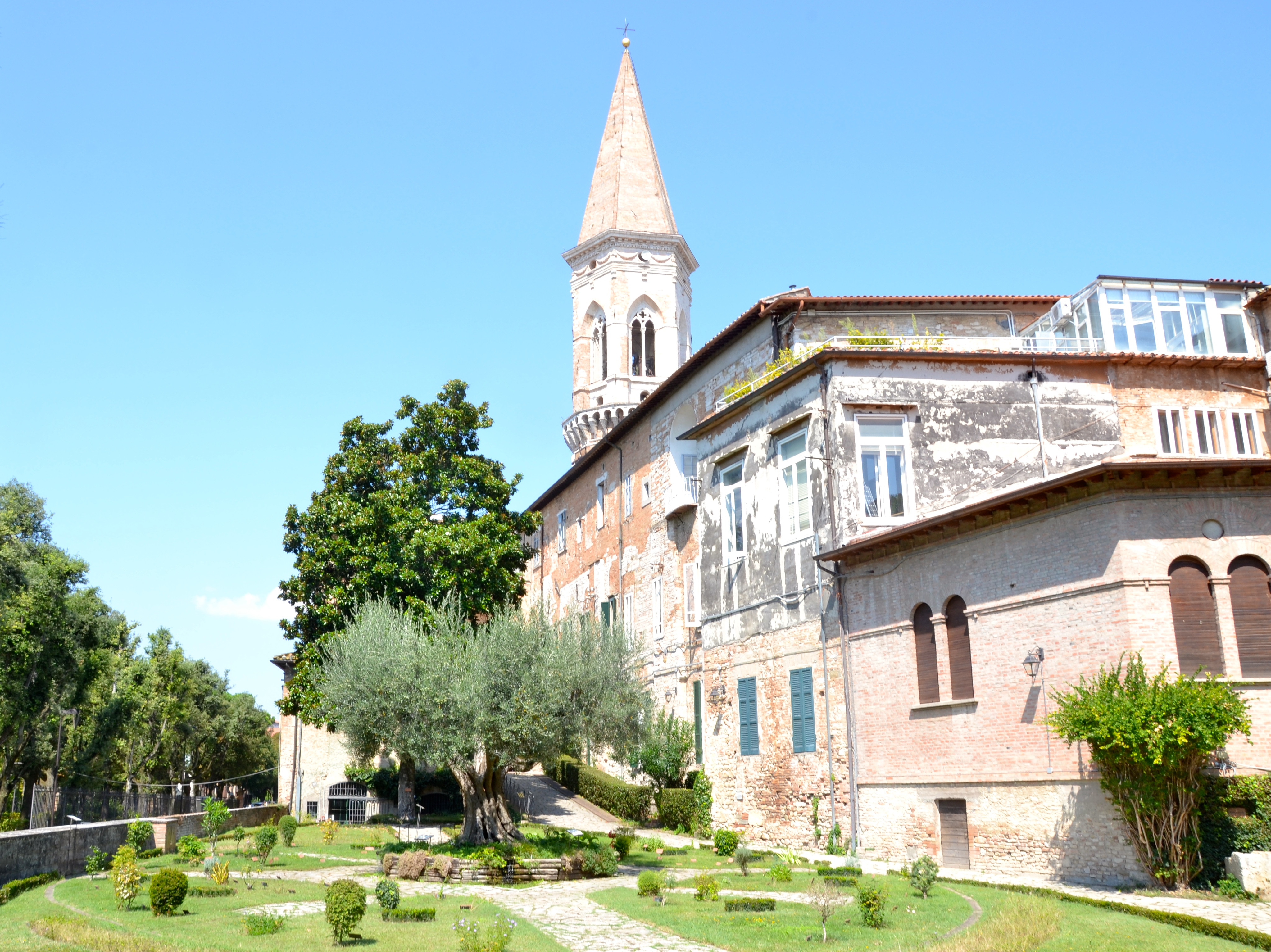
Orto Medioevale.